# Abrotrichini
De Abrotrichini is een geslachtengroep binnen de Sigmodontinae, een onderfamilie van knaagdieren uit de familie Cricetidae. De Abrotrichini omvat ongeveer vijftien soorten in vijf geslachten. De Abrotrichini komen overwegend in het zuiden van de Andes en in de omliggende lager gelegen delen van Chili en Argentinië voor, maar bereiken in het noorden op de altiplano Peru. In het zuiden komen ze ook voor op de steppe van Patagonië en op verschillende eilanden ten zuiden van het Zuid-Amerikaanse vasteland. De oudste fossielen van de geslachtengroep - uitgestorven soorten van Abrothrix stammen uit het Plioceen van Argentinië.

## Kenmerken
Er is geen uniek morfologisch kenmerk dat de Abrotrichini van andere Sigmodontinae onderscheidt, maar een combinatie van drie kenmerken (de ossa nasalia en het os praemaxillare steken over het algemeen tot voor de snijtanden uit; de zygomatische plaat heeft een gereduceerde vrije bovenkant; de derde kies in de bovenkaak is gereduceerd en ongeveer cilindervormig en bevat een kleine ringvormige groeve) onderscheidt de groep wel. De Abrotrichini zijn kleine tot middelgrote muizen met een lange, zachte vacht, meestal een korte, harige staart, grote sterke voeten met robuuste klauwen en brede, niet gegroefde snijtanden. De dieren hebben 13 ribben, 13 borstwervels, 6 lendenwervels en 18 tot 29 staartwervels. Het bezit van 52 chromosomen werd aanvankelijk gesuggereerd als een onderscheidend kenmerk van de groep, maar dit blijkt niet op te gaan voor Geoxus annectens en een populatie van Abrothrix olivaceus.

## Indeling
De Abrotrichini worden traditioneel in de Akodontini geplaatst, waar ze morfologisch ook sterk op lijken. Vanaf het begin van de jaren '90 van de 20e eeuw bleek echter uit allerlei moleculair onderzoek dat ze een aparte groep vormen. In 1999 kreeg de groep ook de formele naam "Abrotrichini" in een cladistisch onderzoek van Smith en Patton, maar deze naam is ongeldig omdat Smith en Patton de naam conditioneel gaven (ICZN artikel 15.1). In de derde editie van het standaardwerk Mammal Species of the World werden de Abrotrichini dan ook bij gebrek aan een geldige naam nog steeds in de Akodontini geplaatst. Pas in 2007 werd de geslachtengroep formeel en in overeenstemming met de ICZN benoemd door Guillermo D'Elía en anderen in een publicatie in Gayana.
De verwantschappen binnen de geslachtengroep zijn als volgt:
|  | Chelemys                                            |
|  |                                                     |
|  | \| \| Geoxus \| \| \| \| \| \| Notiomys \| \| \| \| |
|  |                                                     |
|  | Geoxus                                              |
|  |                                                     |
|  | Notiomys                                            |
|  |                                                     |

|  | Geoxus   |
|  |          |
|  | Notiomys |
|  |          |

|  | Chelemys                                            |
|  |                                                     |
|  | \| \| Geoxus \| \| \| \| \| \| Notiomys \| \| \| \| |
|  |                                                     |
|  | Geoxus                                              |
|  |                                                     |
|  | Notiomys                                            |
|  |                                                     |

|  | Geoxus   |
|  |          |
|  | Notiomys |
|  |          |

De geslachtengroep omvat de volgende geslachten en soorten:
- Geslacht Abrothrix
  - Abrothrix andina (altiplano van Midden-Peru tot Midden-Chili)
  - Abrothrix hirta (Zuid-Chili en Tierra del Fuego)
  - Abrothrix illutea (Noordwest-Argentinië)
  - Abrothrix jelskii (altiplano van Midden-Peru tot Noordwest-Argentinië)
  - Abrothrix kermacki† (Plioceen van Buenos Aires in Argentinië)
  - Abrothrix lanosa (Zuid-Chili en -Argentinië)
  - Abrothrix longipilis (Midden- en Zuid-Chili en -Argentinië)
  - Abrothrix magnus† (Pleistoceen van Buenos Aires in Argentinië)
  - Abrothrix manni (zuiden van Chili en zuidwesten van Argentinië)
  - Abrothrix olivacea (Noord-Chili tot Zuid-Chili en Zuid-Argentinië, inclusief Vuurland en ook buiten de Andes)
  - Abrothrix sanborni (Zuid-Chili)
- Geslacht Chelemys
  - Chelemys megalonyx (Midden-Chili)
- Geslacht Geoxus
  - Geoxus annectens (provincie Valdivia in Chili)
  - Geoxus lafkenche (Guafo-eiland, Chili)
  - Geoxus michaelseni (Zuid-Chili en Zuid-Argentinië)
  - Geoxus valdivianus (Midden-Chili en Zuid-Argentinië)
- Geslacht Notiomys
  - Notiomys edwardsii (Zuid-Argentinië)
- Geslacht Paynomys
  - Paynomys macronyx (Zuid-Chili en -Argentinië)

Abrotrichini · Akodontini · Andinomyini · Euneomyini · Ichthyomyini · Neomicroxini · Oryzomyini · Phyllotini · Reithrodontini · Rhagomyini · Sigmodontini · Thomasomyini · Wiedomyini

Incertae sedis: Abrawayaomys · Chinchillula · Delomys